# Бжезьниця (Вадовицький повіт)
Бжезьниця (пол. Brzeźnica) — село в Польщі, у гміні Бжезьниця Вадовицького повіту Малопольського воєводства.
Населення — 1328 осіб (2011).

## Історія
У 1975-1998 роках село належало до Бельського воєводства, підпорядковувалося районній адміністрації у Вадовицях.

## Демографія
Демографічна структура станом на 31 березня 2011 року:
|          | Загалом | Допрацездатний вік | Працездатний вік | Постпрацездатний вік |
| -------- | ------- | ------------------ | ---------------- | -------------------- |
| Чоловіки | 632     | 134                | 439              | 59                   |
| Жінки    | 696     | 143                | 415              | 138                  |
| Разом    | 1328    | 277                | 854              | 197                  |